# Mistrzostwa Świata Strongman 2009
Mistrzostwa Świata Strongman 2009 – doroczne, indywidualne zawody
siłaczy.

## Rundy kwalifikacyjne
WYNIKI KWALIFIKACJI
Data: 26, 27, 28, 29 września 2009 r.

Miejsce: Valletta, Birgu, Golden Bay  Malta
Do finału kwalifikuje się dwóch najlepszych zawodników z każdej grupy.
Grupa 1
| Miejsce | Zawodnik            | Kraj              | Punkty            |
| ------- | ------------------- | ----------------- | ----------------- |
| 1.      | Derek Poundstone    | Stany Zjednoczone | 34                |
| 2.      | Louis-Philippe Jean | Kanada            | 25                |
| 3.      | Kostiantyn Iljin    | Ukraina           | 21                |
| 4.      | Jimmy Marku         | Anglia            | 18                |
| 5.      | Kevin Nee           | Stany Zjednoczone | 11 (kontuzjowany) |
| 6.      | Sebastian Wenta     | Polska            | 6 (kontuzjowany)  |

Grupa 2
| Miejsce | Zawodnik               | Kraj              | Punkty |
| ------- | ---------------------- | ----------------- | ------ |
| 1.      | Žydrūnas Savickas      | Litwa             | 32     |
| 2.      | Brian Shaw             | Stany Zjednoczone | 30     |
| 3.      | Stefán Sölvi Pétursson | Islandia          | 21     |
| 4.      | Mark Felix             | Anglia            | 17     |
| 5.      | Martin Wildauer        | Austria           | 13,5   |
| 6.      | Marshall White         | Stany Zjednoczone | 12,5   |

Grupa 3
| Miejsce | Zawodnik             | Kraj              | Punkty |
| ------- | -------------------- | ----------------- | ------ |
| 1.      | Phil Pfister         | Stany Zjednoczone | 30,5   |
| 2.      | Mariusz Pudzianowski | Polska            | 27,5   |
| 3.      | Darren Sadler        | Anglia            | 22     |
| 4.      | Ervin Katona         | Serbia            | 20,5   |
| 5.      | Aleksandr Kluszew    | Rosja             | 17,5   |
| 6.      | Jimmy Laureys        | Belgia            | 7      |

Grupa 4
| Miejsce | Zawodnik          | Kraj              | Punkty |
| ------- | ----------------- | ----------------- | ------ |
| 1.      | Laurence Shahlaei | Anglia            | 26     |
| 2.      | Travis Ortmayer   | Stany Zjednoczone | 23     |
| 3.      | Johannes Årsjö    | Szwecja           | 22     |
| 4.      | Ettiene Smit      | Południowa Afryka | 20     |
| 5.      | Richard Skog      | Norwegia          | 19,5   |
| 6.      | Agris Kazeļņiks   | Łotwa             | 15,5   |

Grupa 5
| Miejsce | Zawodnik         | Kraj              | Punkty |
| ------- | ---------------- | ----------------- | ------ |
| 1.      | Terry Hollands   | Anglia            | 29     |
| 2.      | Dave Ostlund     | Stany Zjednoczone | 26     |
| 3.      | Andrus Murumets  | Estonia           | 26     |
| 4.      | Christian Savoie | Kanada            | 18     |
| 5.      | Jarosław Dymek   | Polska            | 15     |
| 6.      | Florian Trimpl   | Niemcy            | 12     |

## Finał
FINAŁ – WYNIKI SZCZEGÓŁOWE
Data: 1, 2, 3 października 2009 r.

Miejsce: Valletta, Wied iz-Zurrieq  Malta
| Miejsce | Zawodnik             | Kraj              | Punkty |
| ------- | -------------------- | ----------------- | ------ |
| 1.      | Žydrūnas Savickas    | Litwa             | 58     |
| 2.      | Mariusz Pudzianowski | Polska            | 53     |
| 3.      | Brian Shaw           | Stany Zjednoczone | 49     |
| 4.      | Derek Poundstone     | Stany Zjednoczone | 46     |
| 5.      | Travis Ortmayer      | Stany Zjednoczone | 45,5   |
| 6.      | Terry Hollands       | Anglia            | 41     |
| 7.      | Phil Pfister         | Stany Zjednoczone | 28,5   |
| 8.      | Dave Ostlund         | Stany Zjednoczone | 25     |
| 9.      | Laurence Shahlaei    | Anglia            | 23,5   |
| 10.     | Louis-Philippe Jean  | Kanada            | 13,5   |

## Nagrody
| Miejsce | Wysokość nagrody |
| ------- | ---------------- |
| 1.      | $ 40 000         |
| 2.      | $ 15 000         |
| 3.      | $ 10 000         |
| 4.      | $ 5500           |
| 5.      | $ 5000           |